# 벡터곱
선형대수학에서 벡터곱(vector곱, 영어: vector product) 또는 가위곱(영어: cross product)은 수학에서 3차원 공간의 벡터들간의 이항연산의 일종이다. 연산의 결과가 스칼라인 스칼라곱과는 달리 연산의 결과가 벡터이다. 물리학의 각운동량, 로런츠 힘 등의 공식에 등장한다.

## 정의
두 벡터 {\displaystyle \mathbf {a} } 와 {\displaystyle \mathbf {b} }의 벡터곱은 {\displaystyle \mathbf {a} \times \mathbf {b} }라 쓰고(쐐기곱과 연관지어 {\displaystyle \mathbf {a} \land \mathbf {b} }라고 쓰기도 한다.), 다음과 같이 정의된다.
{\displaystyle \mathbf {a} \times \mathbf {b} ={\hat {\mathbf {n} }}\left|\mathbf {a} \right|\left|\mathbf {b} \right|\sin \theta }
식에서 {\displaystyle \theta }는 {\displaystyle \mathbf {a} }와 {\displaystyle \mathbf {b} }가 이루는 각을 나타내며, {\displaystyle {\hat {\mathbf {n} }}}은 {\displaystyle \mathbf {a} }와 {\displaystyle \mathbf {b} }에 공통으로 수직인 단위벡터를 나타낸다.
위 정의에서의 문제점은 {\displaystyle \mathbf {a} }와 {\displaystyle \mathbf {b} }에 공통으로 수직인 방향이 두개라는 점이다. 즉, {\displaystyle \mathbf {\hat {n}} }이 수직이면, {\displaystyle -{\hat {\mathbf {n} }}}도 수직이다.
어느 것을 두 벡터의 벡터곱으로 할 것인가는 벡터 공간의 방향(orientation)에 따라 달라진다. 오른손 좌표계에서는 {\displaystyle \mathbf {a} \times \mathbf {b} }는, {\displaystyle \mathbf {a,b,a\times b} }가 오른손 좌표계 방향을 따르도록 정의되고, 왼손좌표계에선 마찬가지로 이 순서의 세 벡터가 왼손 좌표계 방향을 따르도록 정의된다. 이와 같이 좌표계의 방향성에 의존하기 때문에, 두 (참) 벡터의 벡터곱은 참 벡터가 아니라 유사벡터다. (반대로, 참 벡터와 유사벡터의 벡터곱은 참 벡터다, 하지만 유사벡터와 유사벡터의 벡터곱은 수도벡터다.)
벡터곱을 그림으로 표현해 보면, 다음과 같다.

벡터곱의 정의

## 성질
a, b, c ∈ R3, α ∈ R이라 하자.
- 반대칭성 : a×b = -b×a

교환법칙이 성립하지 않음에 주의하자.
- 스칼라곱에 대한 선형성: (αa)×b = a×(αb) = α(a×b).

- 벡터의 덧셈에 대한 분배법칙: a×(b + c) = a×b + a×c

- 스칼라 삼중곱 : {\displaystyle \mathbf {a} \cdot (\mathbf {b} \times \mathbf {c} )=\mathbf {b} \cdot (\mathbf {c} \times \mathbf {a} )=\mathbf {c} \cdot (\mathbf {a} \times \mathbf {b} )=\det(\mathbf {a} ,\mathbf {b} ,\mathbf {c} )}

- 벡터 삼중곱 또는 라그랑주 공식: a×(b×c) = b(a∙c)-c(a∙b)

- 벡터곱의 크기: ||a×b||2 = (a·a)(b·b)-(a·b)2

||a×b|| = ||a|| ||b|| sin θ
여기서 θ는 a로부터 b까지의 각도이다. 위 성질 때문에 벡터곱의 크기는 두 벡터로 만들어지는 평행사변형의 면적으로 생각할 수 있다.
- 야코비 항등식: a×(b×c) + b×(c×a) + c×(a×b) = 0

- 수직성

a×b ⊥ a 이고 a×b ⊥ b이다.
- 두 벡터의 평행성 확인

a와 b가 모두 0벡터가 아닐 때, a×b = 0인 것은 a와 b가 서로 평행인 것과 동치이다.
- 유클리드 공간의 단위벡터의 벡터곱

유클리드 공간의 단위벡터 i, j, k는 주어진 데카르트 좌표계에서 다음 관계를 만족한다.
i×j = k, j×k = i, k×i = j
이 식을 이용해, 벡터곱의 좌표는 일부러 벡터 사이의 각을 계산할 필요 없이 다음과 같이 대수적으로 구할 수 있다.
{\displaystyle \mathbf {a} =a_{1}\mathbf {i} +a_{2}\mathbf {j} +a_{3}\mathbf {k} =[a_{1},a_{2},a_{3}]}
{\displaystyle \mathbf {b} =b_{1}\mathbf {i} +b_{2}\mathbf {j} +b_{3}\mathbf {k} =[b_{1},b_{2},b_{3}]}
로 표기할 때,
{\displaystyle \mathbf {a} \times \mathbf {b} =[a_{2}b_{3}-a_{3}b_{2},a_{3}b_{1}-a_{1}b_{3},a_{1}b_{2}-a_{2}b_{1}]}
위에 쓰인 좌표는 다음과 같이 행렬식을 이용하여 간단히 쓸 수 있다.
{\displaystyle \mathbf {a} \times \mathbf {b} =\det {\begin{bmatrix}\mathbf {i} &\mathbf {j} &\mathbf {k} \\a_{1}&a_{2}&a_{3}\\b_{1}&b_{2}&b_{3}\\\end{bmatrix}}}
따라서 세 (열,행)벡터로 이루어진 행렬의 행렬식은 다음과 같이 세 벡터의 스칼라곱과 벡터곱으로 쓸 수 있다.
det(a,b,c) = a·(b×c).
- 사원수와 벡터곱

벡터곱은 또한 사원수의 연산을 이용해 관찰할 수 있다. 위에 나온 벡터곱에 대한 i, j, k에 대한 관계가 사원수의 연산에서 i, j, k가 만족하는 법칙과 같다는 것을 염두에 두면 다음 결과를 알 수 있다. 3차원 벡터 {\displaystyle [a_{1},a_{2},a_{3}]}가 사원수 {\displaystyle a_{1}i+a_{2}j+a_{3}k}를 나타낸다고 하면, 두 벡터가 나타내는 두 사원수 간의 연산결과에서 실수부를 떼어낸 부분이 바로 두 벡터의 벡터곱과 일치하게 된다. (실수부는 두 벡터의 스칼라곱값 × −1과 같게 된다.)
- 리 대수

분배성, 선형성, 야코비 항등식이 성립함으로써, R3에서의 벡터의 합과 벡터곱은 리 대수 {\displaystyle {\mathfrak {su}}(2)}를 이룬다. 즉, 그 구조 상수는 레비치비타 기호 {\displaystyle \epsilon ^{ijk}}이다.

## 외적(外積, exterior product)과의 관계
여기서, 굵은 글씨체의 지표는 추상지표표기법의 지표, 보통 글씨체의 지표는 좌표계의 성분을 의미한다.
3차원 유클리드 공간 {\displaystyle \mathbf {R} ^{3}}에서 직교좌표계의 성분으로 표현된 두 벡터 {\displaystyle w^{\mathbf {a} }=(w^{1},w^{2},w^{3})}와 {\displaystyle v^{\mathbf {a} }=(v^{1},v^{2},v^{3})}의 외적은 다음과 같다.
{\displaystyle w^{\mathbf {a} }\otimes v^{\mathbf {b} }=w^{\mathbf {a} }v^{\mathbf {b} }}
여기서, 외적에 호지 쌍대를 취하면 벡터곱이 된다.
{\displaystyle (w^{\mathbf {c} }\times v^{\mathbf {d} })^{\mathbf {a} }=[*\left(w^{\mathbf {c} }v^{\mathbf {d} }\right)]^{\mathbf {a} }=g^{\mathbf {ab} }\epsilon _{\mathbf {bcd} }v^{\mathbf {c} }w^{\mathbf {d} }}
성분을 비교해보면 마지막 항이 벡터곱의 성분이 되는 것을 볼 수 있다. 유클리드 공간의 경우, {\displaystyle g^{\mathbf {ab} }=\delta ^{\mathbf {ab} }}이므로 (이 계량의 성분은 크로네커 델타.) 이를 간단히 전개해보면,
{\displaystyle {\begin{aligned}g^{\mathbf {ab} }\epsilon _{\mathbf {bcd} }v^{\mathbf {c} }w^{\mathbf {d} }&=\delta ^{\mathbf {ab} }\epsilon _{\mathbf {bcd} }v^{\mathbf {c} }w^{\mathbf {d} }\\&=\delta ^{\mathbf {ab} }\left(\epsilon _{123}e_{\mathbf {b} }^{1}\wedge e_{\mathbf {c} }^{2}\wedge e_{\mathbf {d} }^{3}\right)v^{\mathbf {c} }w^{\mathbf {d} }\end{aligned}}}
여기서 {\displaystyle e_{\mathbf {b} }^{1}\wedge e_{\mathbf {c} }^{2}\wedge e_{\mathbf {d} }^{3}}를 전개하면 항이 6개가 나오고, bcd의 순열 순서에 따라 각 항의 부호가 결정되게 된다. 즉,
{\displaystyle e_{\mathbf {b} }^{1}\wedge e_{\mathbf {c} }^{2}\wedge e_{\mathbf {d} }^{3}=e_{\mathbf {b} }^{1}e_{\mathbf {c} }^{2}e_{\mathbf {d} }^{3}+e_{\mathbf {c} }^{1}e_{\mathbf {d} }^{2}e_{\mathbf {b} }^{3}+e_{\mathbf {d} }^{1}e_{\mathbf {b} }^{2}e_{\mathbf {c} }^{3}-e_{\mathbf {d} }^{1}e_{\mathbf {c} }^{2}e_{\mathbf {b} }^{3}-e_{\mathbf {b} }^{1}e_{\mathbf {d} }^{2}e_{\mathbf {c} }^{3}-e_{\mathbf {c} }^{1}e_{\mathbf {b} }^{2}e_{\mathbf {d} }^{3}}
이다. 그리고 여기에 {\displaystyle v^{\mathbf {c} }w^{\mathbf {d} }}를 곱하면
{\displaystyle (e_{\mathbf {b} }^{1}\wedge e_{\mathbf {c} }^{2}\wedge e_{\mathbf {d} }^{3})v^{\mathbf {c} }w^{\mathbf {d} }=e_{\mathbf {b} }^{1}(v^{2}w^{3}-v^{3}w^{2})+e_{\mathbf {b} }^{2}(v^{3}w^{1}-v^{1}w^{3})+e_{\mathbf {b} }^{3}(v^{1}w^{2}-v^{2}w^{1})}
되고 마지막으로 {\displaystyle \delta ^{\mathbf {ab} }\epsilon _{123}}을 곱하면
{\displaystyle g^{\mathbf {ab} }\epsilon _{\mathbf {bcd} }v^{\mathbf {c} }w^{\mathbf {d} }=e_{1}^{\mathbf {b} }(v^{2}w^{3}-v^{3}w^{2})+e_{2}^{\mathbf {b} }(v^{3}w^{1}-v^{1}w^{3})+e_{3}^{\mathbf {b} }(v^{1}w^{2}-v^{2}w^{1})}
이 된다. 보다시피 벡터곱의 성분 표현을 얻을 수 있다. 때문에 이 벡터곱을 외적이라 부르기도 한다.

## 응용
벡터곱은 벡터 미분 연산인 회전 (∇×)의 정의에 등장하고, 자기장에서 움직이는 전하가 받는 힘을 기술하는 로런츠 힘의 공식에 등장하며, 돌림힘과 각운동량의 정의에도 나온다.

## 고차원에서의 벡터곱
7차원 벡터 공간의 벡터곱도 사원수의 방법을 팔원수에 적용하여 얻어질 수 있다.
7차원 공간의 벡터곱은 다음과 같은 성질을 3차원 공간의 벡터곱과 공유한다.
- 다음과 같은 의미에서 겹선형(bilinear)이다.

x×(a y + b z) = a x × y + b x × z and (a y + b z) × x = a y × x + b z × x
- 반가환성 (anti-commutative)

x×y + y×x = 0
- x와 y 모두에 수직

x·(x×y) = y·(x×y) = 0
- 야코비 항등식이 성립한다.

x×(y×z) + y×(z×x) + z×(x×y) = 0
- ||x×y||2 = ||x||2||y||2-(x·y)2

## 같이 보기
- 오른손 법칙
- 스칼라곱